# Lukas Nelson & Promise of the Real
Lukas Nelson & Promise of the Real is een Amerikaanse rockband die onder leiding staat van Lukas Nelson, de zoon van country singer/songwriter Willie Nelson. Sinds 2015 is Lukas Nelson & Promise of the Real de begeleidingsband van Neil Young.

## Biografie
Promise of the Real (ook wel POTR genoemd) is in 2008 opgericht door Lukas Nelson en Anthony LoGerfo. Zij ontmoetten elkaar tijdens een concert van Neil Young  en spraken af dat ze samen muziek gingen maken.  Ze vormden een band waarmee ze in het najaar van 2008 gingen optreden en die verder bestond uit Merlin Kelly (basgitaar), Logan Metz (keyboards, steelgitaar, gitaar, mondharmonika en zang) en Tato Melgar (percussie). De band speelt een mix van blues, reggae, rock en rootsrock.
Ze namen in eigen beheer een ep op, getiteld “Live Endings”, die ze verkochten tijdens hun optredens. Op dat album stonden live opnames die ze gemaakt hadden tijden eerdere concerten. Begin 2009 ging de band op tournee, eerst met Willie Nelson en later met B.B. King.  Enkele maanden later gaven ze hun eerste studio-opname in eigen beheer uit, getiteld “Brando’s Paradise Sessions”. De cover van het album bevat schilderingen van Lukas’ jongere broer Micah, waaruit later het logo van de band ontstond. De originele bassist Marlyn Kelly verliet de band in 2009. Hij werd opgevolgd door Corey McCornic. In 2010 werd het eerste officiële album uitgebracht, dat net als de band “Promise of the Real” werd genoemd. Dit album werd opgenomen in Pedermales Studio in Austin, Texas en is geproduceerd door John Avila en Tato Melgar. Deze plaat is opgedragen aan twee favoriete muzikanten van de band, Jimi Hendrix en Neil Young.
De band gaf in 2011 ruim 200 optredens in de Verenigde Staten om hun album te promoten. Ook traden ze diverse keren op voor de nationale televisie. Het tweede album “Wasted” werd uitgebracht in april 2012. Dit album is geproduceerd door Jim “Moose” Brown, die ook diverse instrumenten bespeelt op deze plaat. De band begon een tournee door het hele land, die via webcast door honderdduizenden mensen is gezien. In september 2012 stond de groep in het voorprogramma van John Fogerty tijdens zijn uitgebreide tournee door Canada.
In 2016 werd het album “Something real”uitgebracht. Dat album is geproduceerd door Steve “Surly” Chadie. Op dit album zingt Neil Young het lied San Francisco (Be sure to wear some flowers in your hair) dat is geschreven door John Phillips en in 1968 bekend werd van Scott McKenzie. Ook staat er op dat album een cover van I’ll make love to you anytime van J.J. Cale.
Promise of the Real heeft samen met Willie Nelson een cover van Pearl Jam ’s Just breath live uitgezonden op Willie’s roadhouse kanaal op Sirius XM. Ook hebben Willie en Lukas Texas flood van blues-gitarist Stevie Ray Vaughn gespeeld in het Amerikaanse televisieprogramma Late Night with Jimmy Fallon. Sinds 2015 is Promise of the Real de begeleidingsband van Neil Young. De band heeft twee studioalbums opgenomen met Young, “The Monsanto Years” (2015) en ”The Visitor” (2017), een soundtrackalbum, “Paradox” (2018) en een livealbum, “Earth (2016”).
Het volgende, titelloze album van de band verscheen in augustus 2017 en behaalde #1 in de Americana Radio Chart. Ook leverde dit album een eerste Americana Music Award op. Dit album is geproduceerd door John Alagia. Er spelen verschillende muzikanten (niet-bandleden) mee zoals Willie Nelson (gitaar), Bobbie Nelson (piano en Micah Nelson (piano/banjo) en Lady Gaga (achtergrondzang op Find yourself en Carolina). In oktober 2017 werd het album “Willie Nelson and the boys (Willie’s Stash, band 2)” uitgebracht, een familiesamenwerking die een aantal countryklassiekers uitvoerde.
Lukas Nelson werkte mee aan de soundtrack van de film A Star Is Born, geregisseerd door Bradley Cooper en met Cooper en Lady Gaga in de hoofdrol. Deze film werd uitgebracht in oktober 2018 en is een nieuwe versie van de oorspronkelijke film uit 1937.  Lukas Nelson werkte mee aan de soundtrack van deze film. Nelson won een British Academy of Film and Television Arts (BAFTA) voor zijn muziek in deze film.
In juni 2019 verscheen het album “Turn of the news (build a garden”) waarop onder anderen wordt mee gespeeld door Sheryl Crow, Emmylou Harris, Neil Young, Willie Nelson, Kesha, Micah Nelson en Shooter Jennings.

## Discografie

### Albums
- "Lukas Nelson and Promise of the Real" (2010)
- "Live Endings" (2012)
- "Wasted" (2012)
- "Something real" (2016)
- "Lukas Nelson & The promise of the Real" (2017)
- Turn of the news (build a garden)" (2019)

### Singles & ep's
- "Brando’s paradise sessions" (2010)
- "2012 The happy ending" (2011)
- "Find yourself" (2017)
- "Set me down on a cloud" (2017)
- "Forget about Georgia" (2017)
- "A civilized hell" (met Shooter Jennings) (2015)
- "Jam in the vain" (2016)

### Met Neil Young
- "The Monsanto years" (2015)
- "Earth" (2016)
- "The visitor" (2017)
- "Paradox" (2018)